# Silvină
Silvină (mineral cunoscut și sub numele de clorură de potasiu) este destul de rar întâlnit în natură. Face parte din clasa halogenaților. Cristalizează în sistemul cubic, având formula chimică KCl, fiind reprezentat frecvent prin cristale cubice. Aspectul este de obicei incolor. Variantele colorate depind de impuritățile conținute, gălbui, roșiatice, mai rar albastre sau violete.

## Istoric
Silvina a fost descoperită în anul 1832 fiind denumită în limba latină „sal digestibus Sylvii - sarea lui Sylvius” această denumire este dată după numele fizicianului și chimistului olandez François Sylvius de le Boë (1614-1672).

## Formare - răspândire

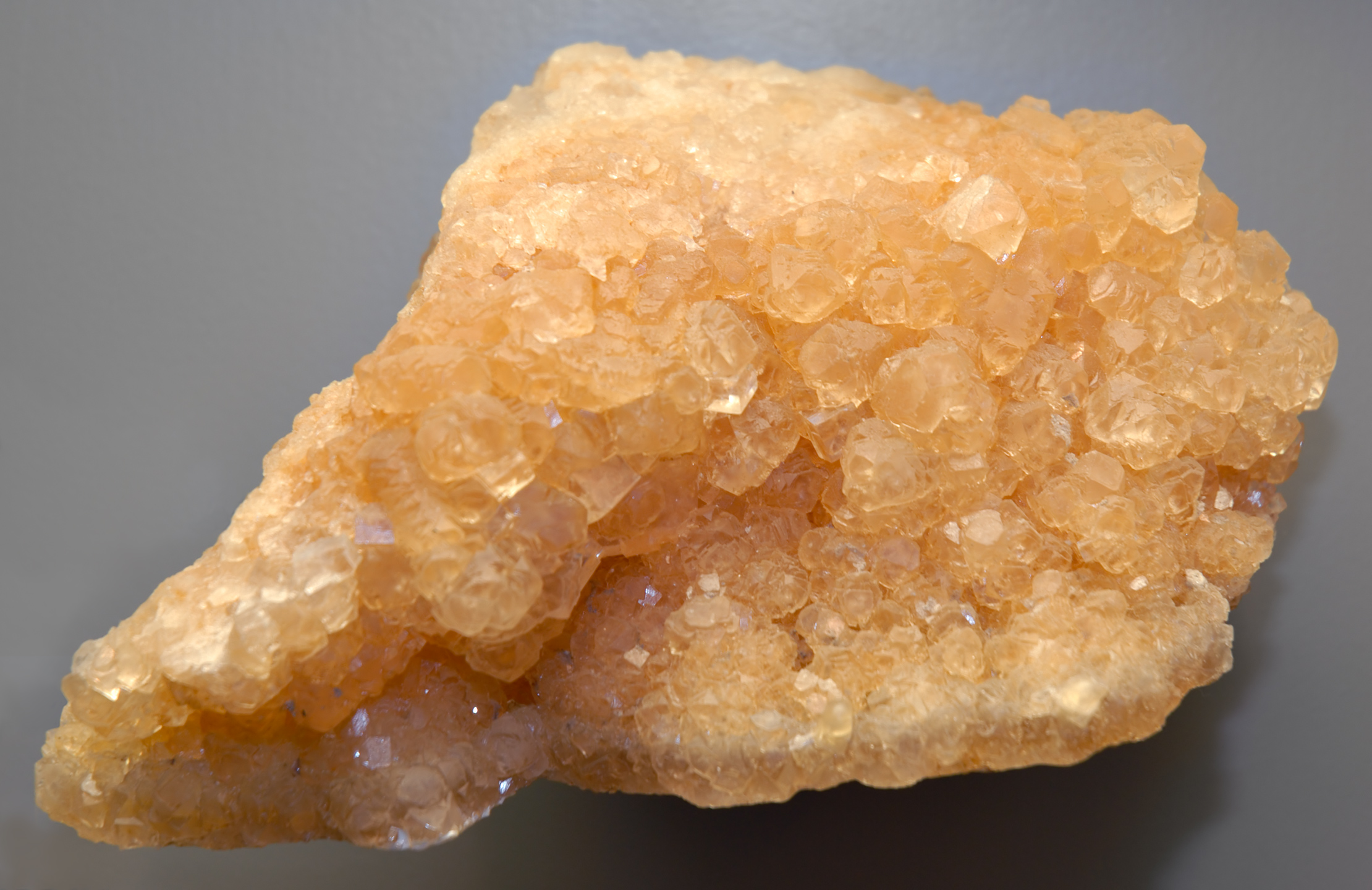
Silvină, găsită in Sondershausen, Turingia

Silvina ia naștere prin sedimentare și evaporarea apei marine. Se găsește asociată cu halitul și  carnalitul (clorură de magneziu și potasiu). A fost găsit la „Staßfurt”, „Wathlingen”, „Neuhof-Ellers” și alte locuri cu zăcăminte de săruri de potasiu din Germania. De asemenea se găsește în „Berezniki”, „Solikamsk” în Rusia, „Kalush” în Ucraina ca și la „Salton Sea” in California.

## Utilizare
Mineralul servește ca materie primă în industria chimică, în special pentru producerea îngrășămintelor chimice.